# Reinventing the Steel
Reinventing the Steel è il nono album in studio del gruppo musicale statunitense Pantera, pubblicato il 21 marzo 2000 dalla East West Records.
Dopo un ultimo tour internazionale in supporto all'album, il gruppo si sciolse definitivamente nel 2003. Primo album del gruppo dopo anni senza la produzione di Terry Date, vede come ospite Kerry King degli Slayer, che ha suonato l'ultimo assolo della canzone Goddamn Electric.
Nel 2020, in occasione del ventennale dalla sua pubblicazione, il disco è stato ripubblicato in un'edizione con tre CD contenenti, rispettivamente, tutte le tracce rimixate dallo storico produttore della band Terry Date, le loro versioni originali rimasterizzate e le rispettivamente versioni strumentali non mixate, con l'aggiunta di alcune tracce bonus.
Nel 2001, un estratto strumentale del brano Death Rattle è stato utilizzato in un episodio della seconda stagione del popolare cartone animato SpongeBob di Nickelodeon intitolato Pre-Hibernation Week (Il pre-letargo! in italiano) sotto il titolo Pre-Hibernation.

## Tracce
Testi e musiche dei Pantera, eccetto dove indicato.
1. Hellbound – 2:40
2. Goddamn Electric – 4:56
3. Yesterday Don't Mean Shit – 4:19
4. You've Got to Belong to It – 4:12
5. Revolution Is My Name – 5:15
6. Death Rattle – 3:17
7. We'll Grind That Axe for a Long Time – 3:44
8. Uplift – 3:45
9. It Makes Them Disappear – 6:21
10. I'll Cast a Shadow – 5:23

Traccia bonus nell'edizione giapponese
1. Hole in the Sky (Black Sabbath cover) – 4:17 (Black Sabbath)

### Ristampa del 2020
CD 1
1. Hellbound (2020 Terry Date Mix) – 2:40
2. Goddamn Electric (2020 Terry Date Mix) – 4:56
3. Yesterday Don't Mean Shit (2020 Terry Date Mix) – 4:19
4. You've Got to Belong to It (2020 Terry Date Mix) – 4:12
5. Revolution Is My Name (2020 Terry Date Mix) – 5:15
6. Death Rattle (2020 Terry Date Mix) – 3:17
7. We'll Grind That Axe for a Long Time (2020 Terry Date Mix) – 3:44
8. Uplift (2020 Terry Date Mix) – 3:45
9. It Makes Them Disappear (2020 Terry Date Mix) – 6:21
10. I'll Cast a Shadow (2020 Terry Date Mix) – 5:23

CD 2
1. Hellbound (2020 Remaster) – 2:40
2. Goddamn Electric (2020 Remaster) – 4:56
3. Yesterday Don't Mean Shit (2020 Remaster) – 4:19
4. You've Got to Belong to It (2020 Remaster) – 4:12
5. Revolution Is My Name (2020 Remaster) – 5:15
6. Death Rattle (2020 Remaster) – 3:17
7. We'll Grind That Axe for a Long Time (2020 Remaster) – 3:44
8. Uplift (2020 Remaster) – 3:45
9. It Makes Them Disappear (2020 Remaster) – 6:21
10. I'll Cast a Shadow (2020 Remaster) – 5:23
11. Goddamn Electric (Radio Mix) – 4:57
12. Revolution Is My Name (Radio Edit) (2020 Remaster) – 4:10
13. Cast a Shadow (Radio Edit) – 3:55
14. Goddamn Electric (Radio Edit) – 4:14

CD 3
1. Avoid the Light – 6:27
2. Immortally Insane – 5:11
3. Cat Scratch Fever – 3:49 (Ted Nugent)
4. Hole in the Sky – 4:13 (Black Sabbath)
5. Electric Funeral – 5:53 (Black Sabbath)
6. Hellbound (Instrumental Rough Mix) – 2:40
7. Goddamn Electric (Instrumental Rough Mix) – 4:56
8. Yesterday Don't Mean Shit (Instrumental Rough Mix) – 4:19
9. You've Got to Belong to It (Instrumental Rough Mix) – 4:12
10. Revolution Is My Name (Instrumental Rough Mix) – 5:15
11. Death Rattle (Instrumental Rough Mix) – 3:17
12. We'll Grind That Axe for a Long Time (Instrumental Rough Mix) – 3:44
13. Uplift (Instrumental Rough Mix) – 3:45
14. It Makes Them Disappear (Instrumental Rough Mix) – 6:21
15. I'll Cast a Shadow (Instrumental Rough Mix) – 5:23

## Formazione
- Philip Anselmo – voce
- Dimebag Darrell – chitarra
- Rex Brown – basso
- Vinnie Paul – batteria

Altri musicisti
- Kerry King – ultimo assolo in Goddamn Electric

## Classifiche
| Classifica (2000) | Posizione massima |
| ----------------- | ----------------- |
| Australia         | 2                 |
| Austria           | 26                |
| Canada            | 8                 |
| Finlandia         | 3                 |
| Francia           | 21                |
| Germania          | 18                |
| Irlanda           | 31                |
| Italia            | 25                |
| Norvegia          | 14                |
| Nuova Zelanda     | 10                |
| Paesi Bassi       | 55                |
| Regno Unito       | 33                |
| Stati Uniti       | 4                 |
| Svezia            | 27                |
| Svizzera          | 84                |
| Ungheria          | 12                |